# Neoplatonizem
Neoplatonizem je različica platonske filozofije, ki se je povjavila na teritoriju rimskega imeprija v tretjem stoletju in je temeljila na filozofiji grškega misleca Platona. Gibanje sta začela Amonij Sakas in njegov učenec Plotin in je trajalo do 6. stoletja. Filozofija je imela velik vpliv na krščanske, judovske in muslimanske filozofe. Nekateri filozofi, kot so bili npr.: Plotin in Origen so bili kristjani, medtem pa so bili nekateri filozofi, kot npr.: Porfirij bili veliki nasprotniki krščanske vere. Cilj neoplatonizma je bil doseči enotnost z božanskim in spoznati globlje resnice vesolja preko duhovnega razsvetljenja. 
Neoplatonisti so verjeli v absolutno, nadnaravno Enost, ki presega vse oblike bivanja in spoznanja. Ta enost je vir vsega, vendar samo po sebi presega vsakršno definicijo in razlago. 